# Arthur Wellesley, 8. Duke of Wellington

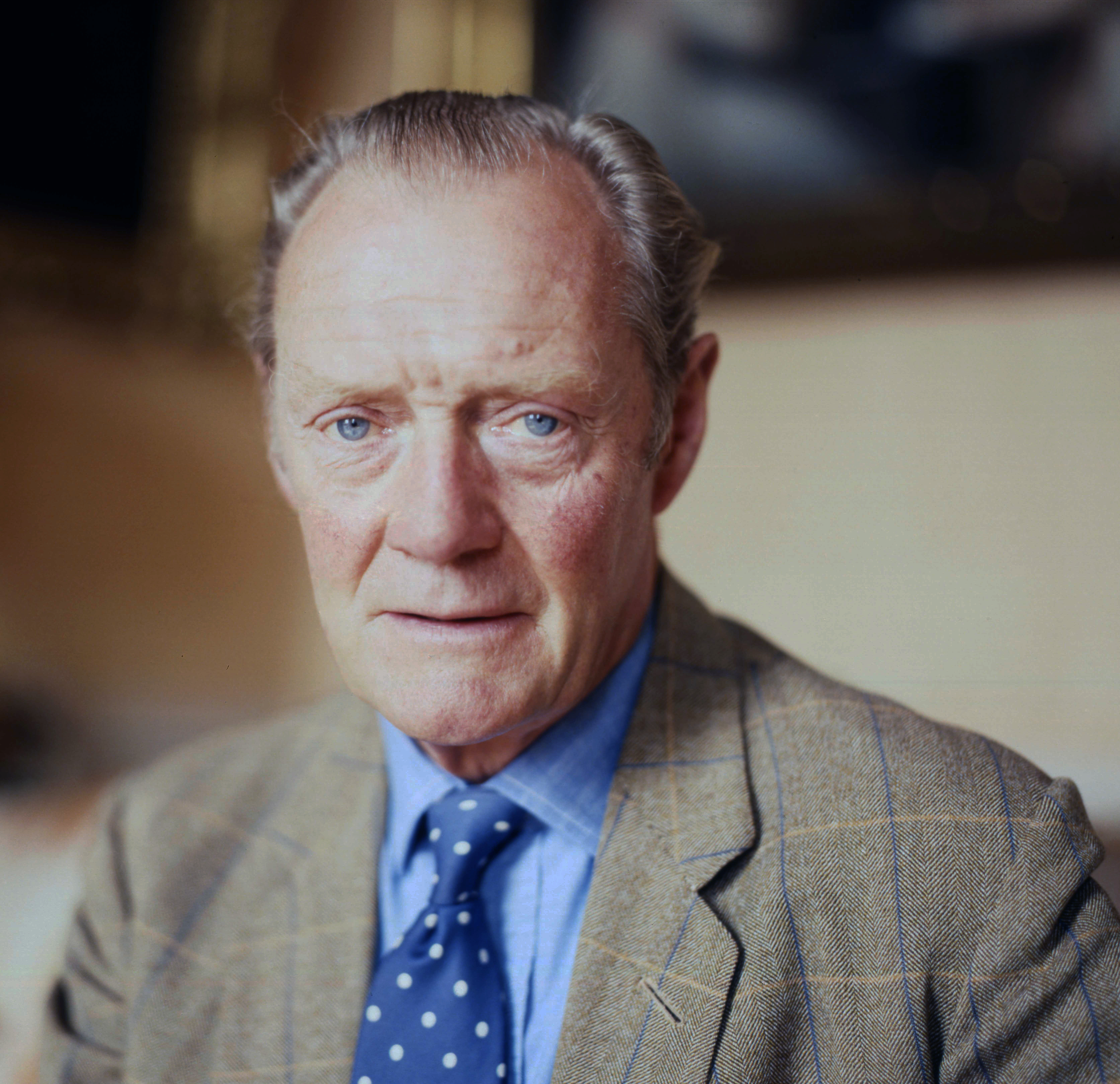
Lord Wellington, 1984

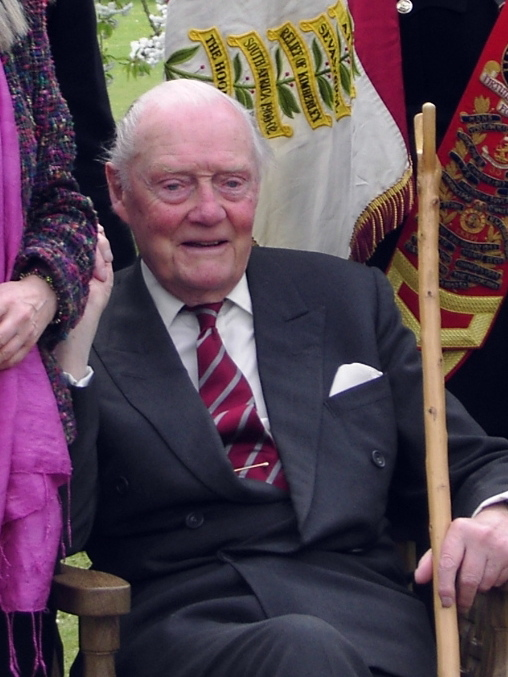
Lord Wellington, bei einer Parade (2006)

Arthur Valerian Wellesley, 8. Duke of Wellington, KG, LVO, OBE, MC (* 2. Juli 1915 in Rom; † 31. Dezember 2014 in Stratfield Saye) war ein britischer Peer, Offizier und Unternehmer.

## Leben und Karriere
Er war der Sohn und Erbe von Gerald Wellesley, 7. Duke of Wellington und Dorothy Violet Ashton. Als Heir apparent seines Vaters führte er von 1943 bis 1972 den Höflichkeitstitel Marquess Douro. Wellesley besuchte das Eton College und schloss sein Studium am New College der University of Oxford als Bachelor of Arts ab.
Arthur Wellesley trat 1936 als Second Lieutenant in die Territorialarmee der British Army ein. 1940 trat er im selben Rang bei den Royal Horse Guards der regulären Armee bei. Im Zweiten Weltkrieg diente er mit dem Household Cavalry Regiment im Nahen Osten und Italien. Er wurde mit dem Military Cross ausgezeichnet. In der Nachkriegszeit stieg er 1954 zum Lieutenant-Colonel und Kommandeur der Royal Horse Guards auf. Während des Zypriotischen Unabhängigkeitskriegs war er von 1956 bis 1958 Britisch-Zypern eingesetzt und wurde 1958 als Officer des Order of the British Empire ausgezeichnet. Arthur Wellesley wurde 1959 Silver Stick-in-Waiting und Kommandeur des Household Cavalry Regiment. 1960 wurde er zum Kommandeur der 22nd Armoured Brigade und zum Colonel befördert. Danach diente er in der Britischen Rheinarmee. Von 1964 bis 1967 war er Militärattaché in Madrid. Bei seiner Entlassung aus dem Militärdienst wurde er 1968 ehrenhalber zum Brigadier ernannt.
Von 1967 bis 1989 war er bei dem Landmaschinenhersteller Massey Ferguson als Geschäftsführer tätig.
Als 1972 sein Vater starb, erbte er dessen Adelstitel als 8. Duke of Wellington. Die Titel waren mit einem Sitz im House of Lords verbunden, den er später beim Inkrafttreten des House of Lords Act 1999 wieder verlor. 1974 erhielt er das Ehrenamt des Colonel-in-Chief des Duke of Wellington’s Regiment. Er war damit der einzige britische Colonel-in-Chief, der nicht der Königsfamilie angehörte. Ab 1975 hatte er das Amt des Deputy Lieutenant von Hampshire inne. 1990 wurde er als Knight Companion in den Hosenbandorden aufgenommen. Seit 1993 war er Mitglied der American Philosophical Society.

## Ehe und Nachkommen
1944 hatte er in Jerusalem Diana McConnel († 2010), Tochter des Major-General Douglas McConnel (1893–1961), geheiratet. Das Ehepaar hat vier Söhne und eine Tochter:
- Charles Wellesley, 9. Duke of Wellington (* 1945);
- Lord Richard Gerald Wellesley (* 1949);
- Lady Caroline Jane Wellesley (* 1951);
- Lord John Henry Wellesley (* 1954);
- Lord James Christopher Douglas Wellesley (* 1964).

Als er 2014 auf seinem Anwesen Stratfield Saye House in Hampshire starb, erbte sein ältester Sohn Charles seine Titel.